# Discaria chacaye
Discaria chacaye är en brakvedsväxtart som först beskrevs av George Don jr, och fick sitt nu gällande namn av R.D. Tortosa. Discaria chacaye ingår i släktet Discaria och familjen brakvedsväxter. Inga underarter finns listade i Catalogue of Life.

## Bildgalleri

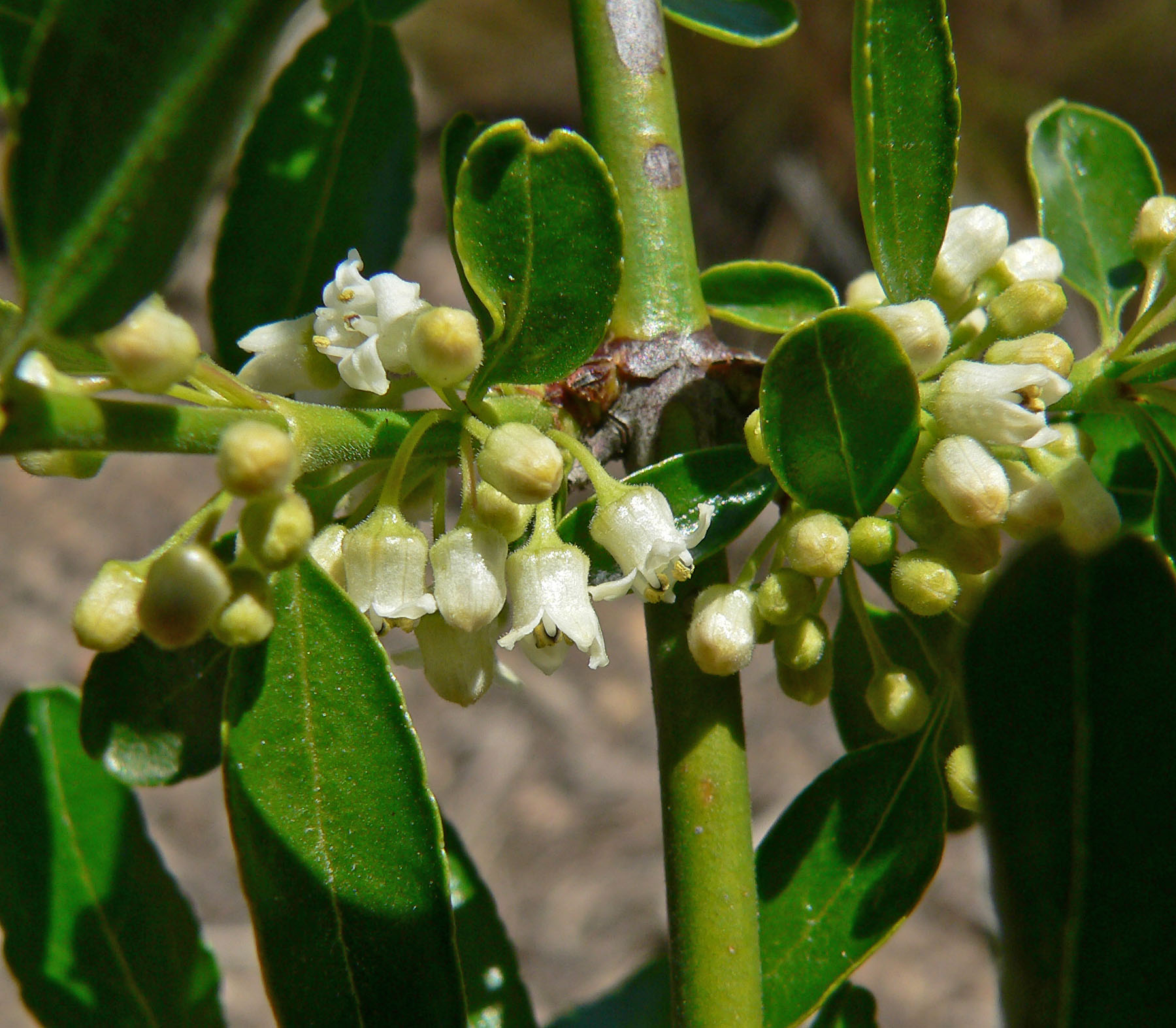
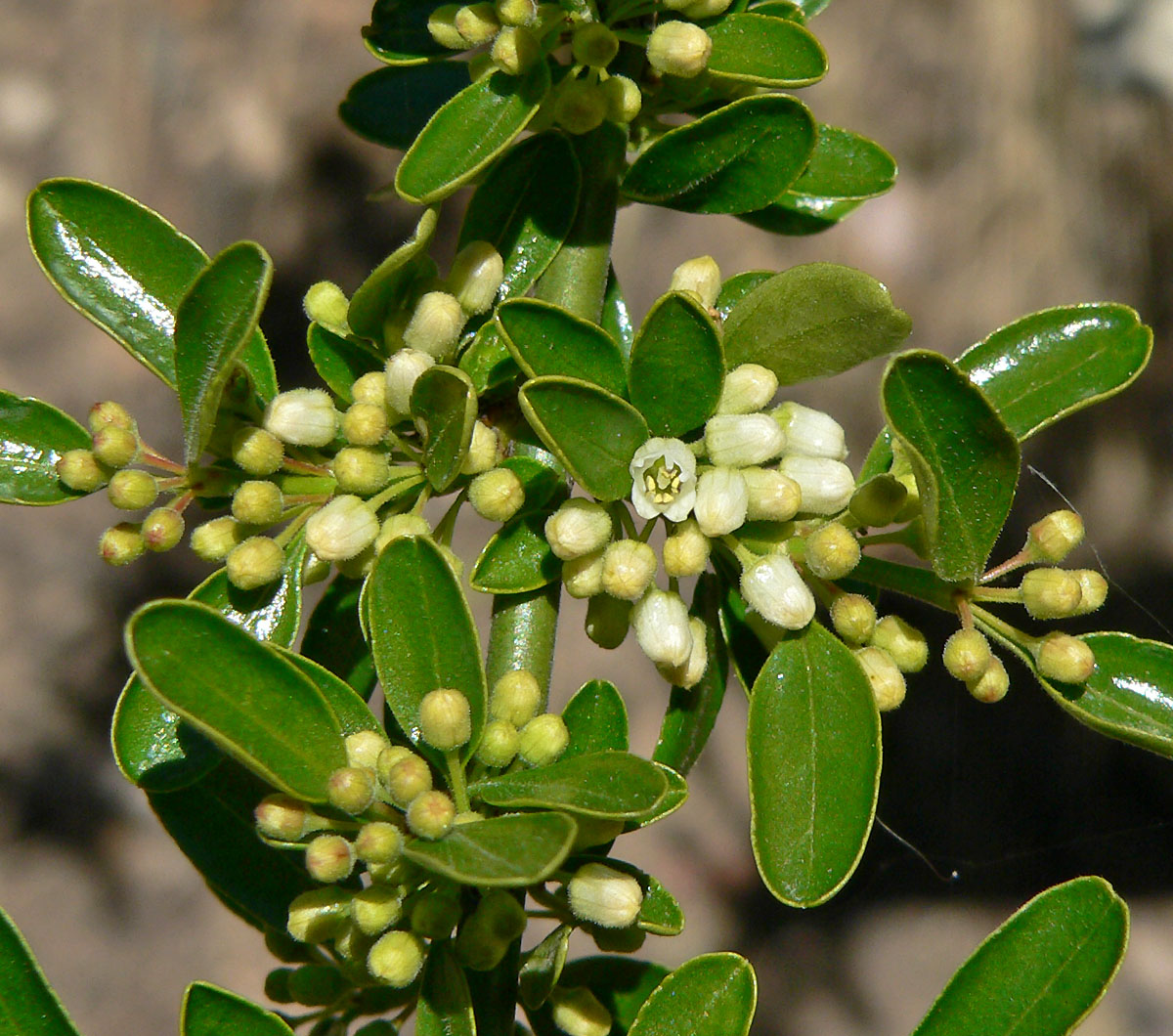